# カルパナ (競走馬)
カルパナ（Kalpana）は、イギリスの競走馬。主な勝ち鞍は2024年のブリティッシュチャンピオンズフィリーズ&メアズステークス、セプテンバーステークス。

## 概要

### 3歳（2024年）
1月19日のウォルヴァーハンプトン競馬場の条件戦をヘイリー・ターナーを背にデビューして初勝利を挙げる。
3月7日のニューカッスル競馬場の条件戦を2着。4月17日のニューマーケット競馬場の条件戦をライアン・ムーアを背に勝利する。
その後は5月15日のプリティポリーステークス(L)に鞍上オイシン・マーフィーで出走するが2着。6月20日のリブルスデールステークス(G2)は3着に敗れた。
7月19日のグラスゴーステークス(L)をパトリック・ジョセフ・マクドナルドを背に勝利。9月7日のセプテンバーステークスG3)を制して連勝でグループ競走制覇を果たした。
10月19日のブリティッシュ・チャンピオンズ・フィリーズ&メアズステークス(G1)では鞍上ウィリアム・ビュイックで単勝オッズ4.3倍の1番人気で出走。ウイングスパンに2馬身差を付けて勝利した。

## 血統表
| カルパナの血統            | カルパナの血統                     | カルパナの血統            | （血統表の出典）          | （血統表の出典） |
| 父系                      | サンデーサイレンス系               | サンデーサイレンス系      | サンデーサイレンス系      |                  |
| 父 Study of Man 鹿毛 2015 | 父の父ディープインパクト 鹿毛 2002 | *サンデーサイレンス       | Halo                      | Halo             |
| 父 Study of Man 鹿毛 2015 | 父の父ディープインパクト 鹿毛 2002 | *サンデーサイレンス       | Wishing Well              |                  |
| 父 Study of Man 鹿毛 2015 | 父の父ディープインパクト 鹿毛 2002 | *ウインドインハーヘア     | Alzao                     | Alzao            |
| 父 Study of Man 鹿毛 2015 | 父の父ディープインパクト 鹿毛 2002 | *ウインドインハーヘア     | Burghclere                |                  |
| 父 Study of Man 鹿毛 2015 | 父の母*セカンドハピネス 鹿毛 2002  | Storm Cat                 | Storm Bird                | Storm Bird       |
| 父 Study of Man 鹿毛 2015 | 父の母*セカンドハピネス 鹿毛 2002  | Storm Cat                 | Terlingua                 |                  |
| 父 Study of Man 鹿毛 2015 | 父の母*セカンドハピネス 鹿毛 2002  | Miesque                   | Nureyev                   | Nureyev          |
| 父 Study of Man 鹿毛 2015 | 父の母*セカンドハピネス 鹿毛 2002  | Miesque                   | Pasadoble                 |                  |
| 母 Zero Gravity 鹿毛 2009 | 母の父Dansili 黒鹿毛 1996          | *デインヒル               | Danzig                    | Danzig           |
| 母 Zero Gravity 鹿毛 2009 | 母の父Dansili 黒鹿毛 1996          | *デインヒル               | Razyana                   |                  |
| 母 Zero Gravity 鹿毛 2009 | 母の父Dansili 黒鹿毛 1996          | Hasili                    | Kahyasi                   | Kahyasi          |
| 母 Zero Gravity 鹿毛 2009 | 母の父Dansili 黒鹿毛 1996          | Hasili                    | Kerali                    |                  |
| 母 Zero Gravity 鹿毛 2009 | 母の母Imbabala 栗毛 1995           | Zafonic                   | Gone West                 | Gone West        |
| 母 Zero Gravity 鹿毛 2009 | 母の母Imbabala 栗毛 1995           | Zafonic                   | Zaizafon                  |                  |
| 母 Zero Gravity 鹿毛 2009 | 母の母Imbabala 栗毛 1995           | Interval                  | Habitat                   | Habitat          |
| 母 Zero Gravity 鹿毛 2009 | 母の母Imbabala 栗毛 1995           | Interval                  | Intermission              |                  |
| 母系(F-No.)               | Hilarity系(FN:1-p)                 | Hilarity系(FN:1-p)        | Hilarity系(FN:1-p)        | [ § 2 ]          |
| 5代内の近親交配           | Northern Dancer：S5×S5×M5          | Northern Dancer：S5×S5×M5 | Northern Dancer：S5×S5×M5 | [ § 3 ]          |
| 出典                      | 1. 2. 3.                           | 1. 2. 3.                  | 1. 2. 3.                  | 1. 2. 3.         |

- 主な近親にContinent（ジュライカップ）